# Dino Bertolo
Pour les articles homonymes, voir Bertolo.
Dino Bertolo, né le 3 mars 1953 à Digoin (Saône-et-Loire), est un coureur cycliste né italien, ayant obtenu la nationalité française en novembre 1958. Il est coureur professionnel au sein de l'équipe Jobo-Spidel-La Roue d'or en 1978, année où il participe à son unique Tour de France. Son père, Maurice, a également été coureur professionnel durant les années 1950.

## Biographie
Il est le kinésithérapeute du Nîmes Olympique de 1986 à 2002.

## Palmarès
- 1974
  - 2e de la Ronde du Carnaval
- 1975
  - Tour de l'Yonne
  - Grand Prix de Lapalisse
  - 2e du Grand Prix de Vougy
  - 3e de la Ronde du Carnaval
  - 3e du Circuit de Saône-et-Loire
  - 3e du Grand Prix de Villapourçon
  - 3e du Grand Prix de Châtel-Guyon
- 1976
  - Paris-Auxerre
  - 3e du Manx Trophy
- 1977
  - 2e de Paris-Évreux
  - 2e de Paris-Ézy
  - 2e du Tour de Seine-et-Marne
  - 3e du Grand Prix de Saint-Symphorien-sur-Coise
- 1979
  - 2e du Grand Prix d'Espéraza
- 1980
  - Une étape du Tour du Gévaudan
  - 2e du Grand Prix Souvenir Jean-Masse
  - 2e du Tour du Gévaudan
- 1981
  - 2e des Boucles du Tarn
  - 3e des Boucles catalanes
  - 3e du Grand Prix de l'Indépendant

## Résultats sur les grands tours

### Tour de France
1 participation 
- 1978 : 72e